# Дезуло
Дѐзуло (на италиански: Dicomano; на сардински: Dèsulu, Дезулу) е малко градче и община в Южна Италия, провинция Нуоро, автономен регион и остров Сардиния. Разположено е на 890 m надморска височина. Населението на общината е 2500 души (към 2010 г.).